# Michał III Szyszman
Michał III Szyszman – (bułg. Михаил III Шишман, Michaił III Sziszman; ur. 1275/1280, zm. 28 lipca 1330) – car bułgarski w latach 1323–1330. Syn bojara bułgarskiego Szyszmana.
W 1313 roku objął rządy w niezależnym od władcy Bułgarii księstwie widyńskim. Po bezpotomnej śmierci ostatniego władcy z dynastii Terterowiczów został obrany carem bułgarskim. Toczył wojny z władcami Bizancjum zmieniając sojusze. W 1330 roku wyprawił się na Serbię, zginął w bitwie pod Welbużdem.

## Życiorys

### Wczesne lata
Michał Szyszman przyszedł na świat pomiędzy 1275 a 1280 rokiem jako syn bojara bułgarskiego Szyszmana i jego pierwszej, nieznanej z imienia, bułgarskiej żony. Szyszman, za panowania cara Jerzego I Tertera, po 1281 roku, jako lennik i sprzymierzeniec tatarskiego wodza Nogaja utworzył własne silne państwo w zachodniej Bułgarii, w ziemi widyńskiej obejmującej dolinę rzeki Timoku. Jego państwo stale rosło tak że pod koniec XIII wieku Szyszman władał większością ziem północno-zachodniej Bułgarii. W 1292 roku po ucieczce cara Jerzego I Tertera i objęciu władzy przez Smilca, król serbski Stefan Milutin wraz z bratem Stefanem Dragutinem, wykorzystując osłabienie Bułgarii najechali i podbili państwo Szyszmana. Ostatecznie przy pomocy chana Nogaja Szyszman odzyskał swoje księstwo, w wyniku rokowań jego syn był jednak zmuszony poślubić córkę Milutina Annę Nedę.
Po śmierci ojca w 1313 roku Michał objął rządy w państwie widyńskim. Przyjął tytuł despoty bułgarskiego i kniazia Widynia. Tytuł despoty bułgarskiego otrzymał najprawdopodobniej od cara Teodora Swetosława, co wskazuje na nawiązanie dobrych stosunków pomiędzy obydwoma władcami. Jako zięć Stefana Milutina pozostawał też w dobrosąsiedzkich stosunkach z Serbią. Po śmierci teścia w 1321 roku Michał Szyszman skorzystał jednak ze słabości Serbii dla zbliżenia z władcą bułgarskim, wszedł nawet w skład jego Rady.

### Objęcie władzy
Teodor Swetosław zmarł w tym samym 1321 roku. Jego syn Jerzy II Terter po objęciu tronu wypowiedział wojnę Bizancjum, zmarł jednak w toku działań wojennych w 1323 roku. W kraju zapanował chaos, umiejętnie wspomagany przez Greków. Państwo przekształciło się w konglomerat samodzielnych księstw. Korzystając z zamętu w Bułgarii Bizantyńczycy zdobyli Trację od nadmorskiej Messembrii do Sliwena. Brat cara Smilca Wojsił opanował przy pomocy Greków obszar od Sliwena do twierdzy Kopsis. Utrata Tracji skłoniła bojarów tyrnowskich do wyboru na nowego cara Michała Szyszmana. Objęcie przez niego władzy ponownie połączyło podzielone państwo bułgarskie.

### Wojny z Bizancjum
Po objęciu tronu Michał III wszczął wojnę z cesarzem bizantyńskim Andronikiem II i jego lennikiem Wojsiłem o Trację Po długich walkach Wojsił został wyparty ze Średniogórza, a Bizantyńczycy z terenów pomiędzy Sliwenem a wybrzeżem. W ręku greckim pozostał tylko Płowdiw. W 1324 roku Michał Szyszman zawarł pokój z Bizancjum i poślubił Teodorę Paleologinę, wdowę po carze Teodorze Swetosławie, wnuczkę cesarza Andronika II. Dotychczasową żonę, Annę Nedę oddalił i uwięził.
W maju 1327 roku Michał III zawarł przymierze ze swym szwagrem, przyszłym cesarzem Andronikiem III, wymierzone przeciw staremu cesarzowi. W Bizancjum wybuchła wojna domowa pomiędzy cesarzem Andronikiem II a jego wnukiem Andronikiem III. Michał początkowo poparł zbuntowanego wnuka, potem przerzucił się jednak na stronę starego cesarza. 28 maja 1328 roku Andronik III pokonał dziadka zajmując Konstantynopol. Michał Szyszman kontynuował wojnę w imieniu pokonanego Andronika III do wiosny 1329 roku, kiedy obie strony ostatecznie zawarły pokój. Bezpośrednią przyczyną kolejnej zmiany sojuszy przez Michała III było włączenie się do wojny po stronie Andronika II króla serbskiego Stefana Deczańskiego, który za udzieloną pomoc został wynagrodzony przez starego cesarza twierdzą Prosek nad dolnym Wardarem, w Macedonii.

### Wojna z Serbią
W celu powstrzymania dalszej ekspansji serbskiej w Macedonii Michał III i Andronik III zawarli w maju 1329 roku układ pokojowy i sojuszniczy wymierzony przeciw Serbii. Wiosną 1330 roku Michał III Szyszman rozpoczął militarne i dyplomatyczne przygotowania do wojny z Serbią. Ustalił z Bizancjum sposób podziału podbitego przez Serbów terytorium Macedonii. Wedle źródeł serbskich jego plany sięgały dalej: zmierzał do podboju królestwa Serbów. W lipcu 1330 roku Michał III Szyszman na czele 12-tysięcznej armii bułgarskiej oraz 3 tysięcy najemników: Wołochów, Tatarów i Osetyńców zaatakował Serbię. Andronik III wkroczył w tym czasie od południa do serbskiej Macedonii. W sobotę 28 lipca 1330 roku Serbowie napadli niespodziewanie pod Welbużdem (obec. Kiustendił) na terytorium serbskim na obóz bułgarski. Ciężkozbrojna konnica złożona z najemnych rycerzy zachodnich rozgromiła lżejsze przeważnie oddziały bułgarsko-wołosko-tatarskie. Car Michał Szyszman ciężko ranny z powodu upadku z konia dostał się w ręce wrogów i zginął. Sławę zabicia wodza wrogiej armii przypisywał sobie potem Stefan Duszan, przyszły król serbski. Na wieść o klęsce Bułgarów Andronik III wycofał się z Serbii. Stefan Deczański zawarł po bitwie pokój z Bułgarami. Do Serbii przyłączono Nisz, a Bułgarzy na mocy układu oddali tron carski siostrze króla serbskiego, Annie Nedzie, pierwszej żonie Michała Szyszmana i ich starszemu synowi Iwanowi Stefanowi.

## Rodzina
Michał III Szyszman był dwukrotnie żonaty:
- z Anną Nedą córką króla serbskiego Stafana Milutina; po objęciu władzy w 1324 roku oddalił ją i uwięził; miał z nią troje dzieci:
  - Iwana Stefana – cara w latach 1330–1331
  - Szyszmana – zmarłego w Dubrowniku
  - Michała – kniazia widyńskiego i despotę
- z Teodorą Paleologiną, którą poślubił jesienią 1324 roku[1].

|                                 |                                 |                                         |                                         |                                |                                |   |  |                |                |        |        |
| Szyszman                        |                                 |                                         |                                         |                                |                                |   |  |                |                |        |        |
|                                 |                                 |                                         |                                         |                                |                                |   |  |                |                |        |        |
|                                 |                                 |                                         |                                         |                                |                                |   |  |                |                |        |        |
| 1 Anna Neda                     | 1 Anna Neda                     | Michał III Szyszman (panował 1323–1330) | Michał III Szyszman (panował 1323–1330) | 2 Teodora Paleologina          | 2 Teodora Paleologina          |   |  | Keraca Petrica | Keraca Petrica | Belaur | Belaur |
|                                 |                                 |                                         |                                         |                                |                                |   |  |                |                |        |        |
|                                 |                                 |                                         |                                         |                                |                                |   |  |                |                |        |        |
|                                 | 1                               | 1                                       | 1                                       | 1                              | 1                              | 1 |  |                |                |        |        |
| Iwan Stefan (panował 1330–1331) | Iwan Stefan (panował 1330–1331) | Szyszman                                | Szyszman                                | Michał kniaź Widynia i despota | Michał kniaź Widynia i despota |   |  |                |                |        |        |